# Kaden (Luckau)

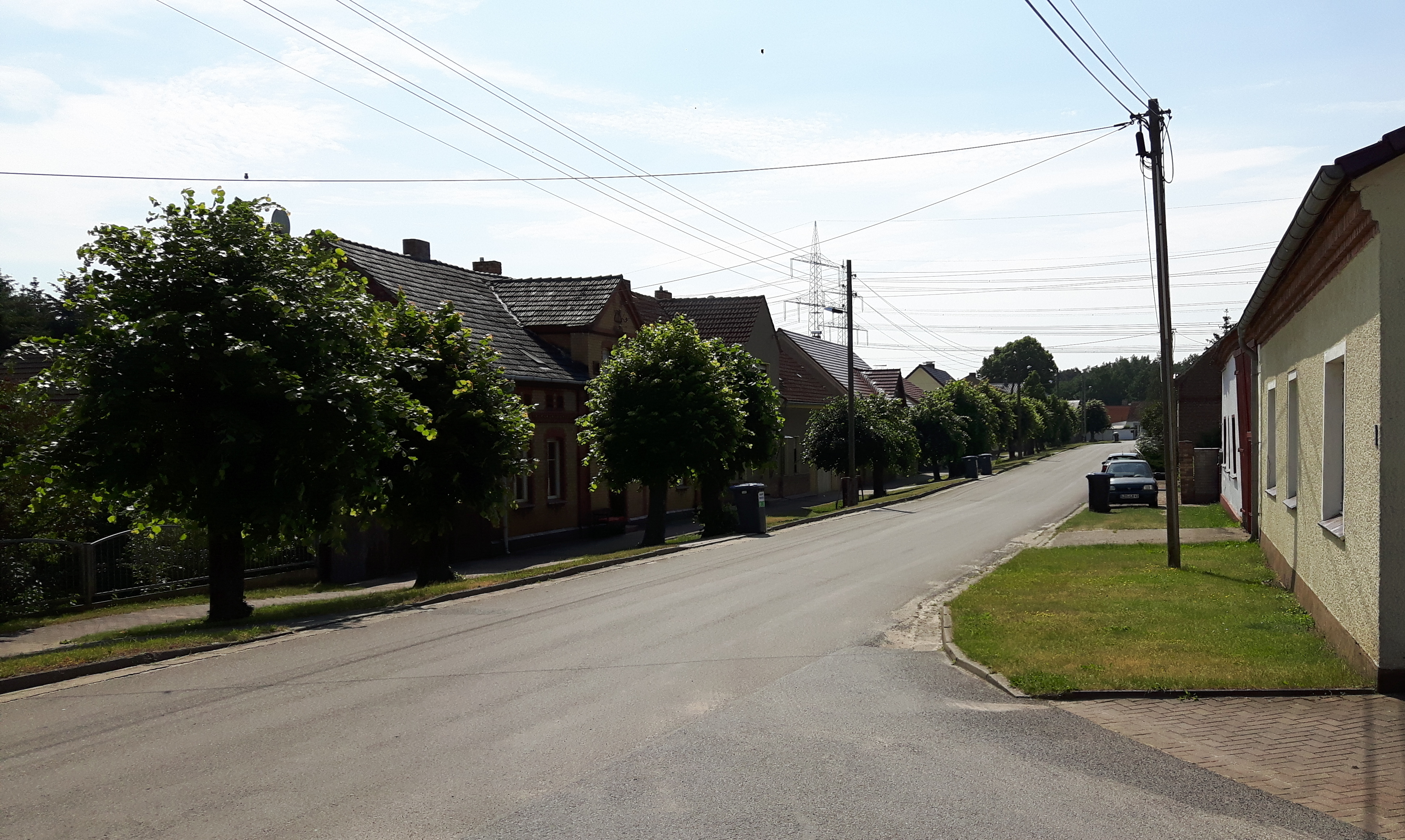
Durchgangsstraße in Kaden

Kaden niedersorbisch Kudmjeń ist ein bewohnter Gemeindeteil im Ortsteil Duben der Stadt Luckau im Landkreis Dahme-Spreewald (Brandenburg). Der Ort war bis zur Eingliederung in die damals selbständige Gemeinde Duben 1973 eine eigenständige Gemeinde. Kaden war bis 1815 eine brandenburgische Exklave der Herrschaft Storkow in der damals sächsischen Niederlausitz.

## Geographische Lage
Kaden liegt ca. 9 km nordöstlich von der Kernstadt Luckau, direkt östlich der Autobahn A 13, unmittelbar an der Ausfahrt Duben. Die Gemarkung des Ortes grenzt im Nordwesten an Niewitz (Ortsteil der Gemeinde Bersteland), im Nordosten an Treppendorf (Ortsteil der Stadt Lübben), im Osten an Neuendorf (Ortsteil der Stadt Lübben), und im Südosten, Süden und Westen an Duben (Ortsteil der Stadt Luckau).
Der Ort ist über einen Abzweig von der B 87, zwischen der Ausfahrt Duben und der Autobahn gelegen, zu erreichen.

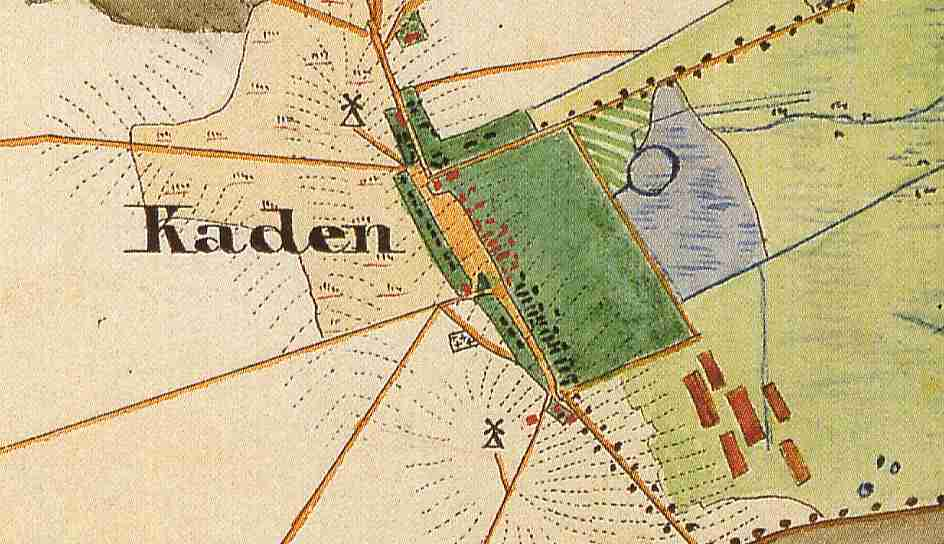
Kaden auf dem Urmesstischblatt 4048 Schönwalde von 1847

Bevölkerungsentwicklung von 1818 bis 1971
| Jahr      | 1818 | 1846 | 1871 | 1890 | 1900 | 1910 | 1925 | 1933 | 1939 | 1946 | 1950 | 1964 | 1971 |
| Einwohner | 196  | 244  | 303  | 276  | 255  | 253  | 262  | 257  | 238  | 330  | 285  | 228  | 215  |

## Geschichte
Der Ort wird 1345 erstmals urkundlich genannt. Der Name leitet sich wahrscheinlich von Personennamen Kadom oder Kadan ab. Der Ort ist nach seiner Struktur ein Zeilendorf.
1570 lebten 20 Bauern und 3 Kossäten im Dorf. 1763 gab es nur noch drei Ganzbauern, dafür aber 14 Halbbauern und 3 Kossäten. 1805 waren noch 13 Einlieger, eine Schmiede, ein Krug und zwei Windmühlen hinzugekommen. Eine Windmühle stand am südlichen Ortsausgang Richtung Duben; heute führt die A 13 über dieses Grundstück. Die zweite Windmühle stand ziemlich am nördlichen Ortsende; das runde Grundstück direkt östlich des heutigen Sportgeländes lässt auf eine Holländerwindmühle schließen. Die Größe des Dorfes wird 1805 mit 23 Hufen angegeben. Die zwei Windmühlen lassen sich bis mindestens bis 1918 nachweisen. Vermutlich musste die südliche Windmühle erst dem Autobahnbau in den 1930er Jahren weichen. Die nördliche der beiden Windmühlen ist noch in der Topographischen Karte 1 : 25.000 (Blatt 4048 Schönwalde) von 1942 verzeichnet.
1813 war Kaden durch Truppeneinquartierungen und -durchmärsche im Gefolge des Gefechts von Luckau betroffen.
Der Ort gehörte im ausgehenden Mittelalter zur kleinen Adelsherrschaft Reichwalde.
Am 6. Dezember 1391 belehnte Johann III. von Biberstein den Paul Kalov mit sieben Hufen in Kaden. 1487 belehnte Johann von Biberstein, Herr zu Sorau, Beeskow und Storkow, den Luckauer Bürger Christoph Paserin mit den Gütern, die vor ihm sein Vater und dann sein Vetter Wenzel zusammen mit ihm zu gesamtem brüderlichen Lehn in der Herrschaft Reichwalde hatte, die jetzt zur Herrschaft Storkow gezogen ist. Genannt werden die Dörfer Stöbritz, Willmersdorf, Alteno mit allen Rechten und Nutzungen, obersten und niedersten Gerichten, dem Kirchlehn zu Stöbritz und dem „kretzmer“ daselbst, ferner mit 3 1/2 Schock Geldes im Dorf Kaden und der Windmühle vor dem genannten Dorf.

## Kommunale Geschichte
Der Ort erscheint im ausgehenden Mittelalter als Bestandteil der Herrschaft Reichwalde, die im 14. Jahrhundert gebildet worden war und Anfang des 15. Jahrhunderts bis zu 13 Dörfer umfasste. 1345 musste Ludwig, der damalige brandenburgische und lausitzische Markgraf einen Streit zwischen dem damaligen Besitzer der Herrschaft Johann von Strehle und dem Rat der Stadt Luckau wegen Holzungsrechten zu Niewitz, Kaden und Schiebsdorf schlichten. Das Ergebnis der Schlichtung wurde 1387 erneut von König Wenzel bestätigt. Götz von Houwald nennt noch einen Anshelm von Ronow als Besitzer der Herrschaft Reichwalde. 1377 kamen Johann III. von Biberstein und Ulrich von Biberstein vermutlich durch Heirat in den Besitz der Herrschaft Reichwalde. Reinhard von Strehle († 1414) war der Schwiegervater des Johann von Biberstein. 1391 belehnte Hans von Bieberstein III. den Paul Kalov mit 7 Hufen im Dorf Kaden. Am 26. April 1414 verkaufte Hans von Biberstein einen Teil der Herrschaft Reichwalde mit den Dörfern Reichwalde, Freiwalde, Schönwalde, Groß Lubolz, Niewitz und Duben an die Stadt Luckau. Andere Dörfer der Herrschaft wie Alteno, Kaden, Stöbritz und Wilmersdorf kamen zur Herrschaft Storkow. 1422 verkaufte Hans von Bieberstein IV. einige Zinsen in Kaden an die Luckauer Familie Paserini. 1487 belehnte Hans von Bieberstein V. den Christoph Paserin mit einem jährlichen Zins von 3½ Schock Groschen im Dorf Kaden, wie es schon sein Vater und dann sein Vetter Wenzel innegehabt hat. 1498 belehnte Herzog Georg von Sachsen an Stelle seines Vaters Albrecht den Christoph von Polenz mit dem Zins von 3½ Schock Groschen auf den sieben Hufen in Kaden sowie die Dörfer Stöbritz und Wilmersdorf, die die Gebrüder Hans, Nickel und Wenzel Paserin den von Polenz 1480 zunächst auf Wiederkauf, dann erblich verkauft hatten. Anscheinend gehörte dem Christoph von Paserin aber nur ein Teil dieses Zinses. 1545 stellte Georg von Blumenthal, Bischof von Lebus einen Lehenbrief für die Brüder Jacob und Eustach von Schlieben zu Baruth über die von ihrem Vater ererbten Güter u. a. das ganze Dorf Kaden aus. Mitbelehnt waren die Vettern Christoph, Baltzer, Veit und Michel von Schlieben, ebenfalls in Baruth ansässig. Eustach von Schlieben starb 1573 ohne Leibeslehnerben, der Bruder Jacob war anscheinend schon vorher ohne Leibeserben verstorben, so dass die Vettern 1576 einen gemeinsamen Lehnsbrief über Golzig, Schacksdorf und Kaden erhielten. Allerdings hatten sie die Dörfer schon vorher an die Brüder Philipp und Jacob d. Ä. von Polenz auf Beesdau verkauft. Diese mussten daraufhin die Schulden der Schlieben direkt bei den Bürgen begleichen. 1585 starb Philipp ohne Leibeserben, der Besitz fiel an seinen Bruder Jacob.
Am 28. Juli 1645 musste der Enkel des Jacob, Hans Christoph von Polenz auf Golzig, Schäcksdorf und Kaden für 9.000 meißnische Gulden an Oberstleutnant Adam von Schlieben auf Falkenhain verkaufen. Am 5. Dezember 1646 erhielt er den Lehnbrief für Kaden. Mit belehnt waren auch seine nächsten Vettern und die Kinder seiner Brüder: Christoph Albrecht und Hans Ernst, die Söhne des verstorbenen Hans Friedrich auf Heinsdorf (heute Ortsteil Niebendorf-Heinsdorf der Stadt Dahme/Mark), Hans Abraham, Zacharias und NN., Söhne des verstorbenen Abraham v. Schlieben auf Jagelsdorf (Zagelsdorf), Zacharias Otto, Adam Christian und Caspar Lott, Söhne des verstorbenen Zacharias v. Schlieben auf Rutzko (Rutzkau). Am 18. Dezember 1646 legte Christoph Albrecht für sich und seinen Bruder Hans Ernst die Pflicht. Am 27. März 1660 wurden Zacharias Otto und Caspar Lott zur gesamten Hand zugelassen, im Juni 1660 legte Zacharias Otto für sich und seinen Bruder die Pflicht ablegte. Die Söhne des Abraham versäumten es die Pflicht abzulegen.
Am 27. August 1664 übergab Adam von Schlieben Golzig und Kaden seinem Sohn Joachim Friedrich von Schlieben, Konsistorialrat und Landsyndikus der Niederlausitz unter der Bedingung, dass wenn sein Sohn ohne Erben vor ihm sterben sollte, Kaden wieder an ihn fallen sollte. Adam von Schlieben starb am 15. Februar 1666. Zacharias Otto und Caspar Lott muteten die gesamte Hand nach dem Tod des Adam und empfingen die Lehn zur gesamten Hand am 24. April 1666. Christoph Albrecht und sein Bruder Hans Ernst versäumten sowohl bei der Veränderung von 1664 als auch bei Tod des Adam v. Schlieben ihre Lehen zu erneuern. Am 1. Februar 1695 belehnte Kurfürst Friedrich III. Joachim Friedrich von Schlieben erneut mit Kaden.
1697 starb Joachim Friedrich ohne Leibeserben; Erben waren nun seine Vettern. Unter denen kam es nun zum Streit über das Erbe. Zuerst setzte sich Hans Zacharias in den Besitz des Erbes, er erhielt auch 1698 einen Lehnsbrief. Da Hans Zacharias in Kriegsdiensten in Ungarn, Polen und Livland war, setzte sich Caspar Christoph, ein Sohn des Bruders von Adam von Schlieben, Caspar Loth von Schlieben auf Reicherskreuz auf Kaden fest. 1719 starb Christoph Albrecht von Schlieben, den die Lehnsakten als Besitzer von Heinsdorf und Kaden bezeichnen. 1731 kam es erneut zu Streitigkeiten zwischen Albrecht Friedrich von Schlieben auf Heinsdorf und dem Obristleutnant Hans Zacharias von Schlieben zu Golzig über die Jurisdiktion in Kaden. Im Mai 1731 ist Albrecht Friedrich von Schlieben gestorben und das Gut fiel nun an Hans Ernst von Schlieben. Am 30. Oktober 1731 verglichen sich die Gebrüder von Schlieben wegen des Gutes Kaden.
Am 26. Mai 1735 kaufte der brandenburgische Kurfürst und König in Preußen Friedrich Wilhelm I. Kaden von den Brüdern und Vettern von Schlieben für 4000 Talern. Er ordnete das Dorf dem Amt Krausnick zu.
Kaden wurde in der Kreisreform 1815/16 (1820 nach Houwald) vom Beeskow-Storkowischen Kreis (und auch von der Herrschaft Storkow) abgetrennt und dem Kreis Luckau und dem Amt Lübben zugewiesen. Die Gemarkung wurde den Bauern in Kaden zu Erbpacht überlassen. Das Amt Lübben wurde 1872/74 aufgelöst. Kaden blieb auch über die Kreisreformen von 1950 und 1952 in der damaligen DDR hinweg im Kreis Lübben. Am 15. März 1972 wurden Kaden zusammen mit Alteno in die Gemeinde Duben eingegliedert. Zum 26. Oktober 2003 wurden Duben in die Stadt Luckau eingegliedert. Seither ist Duben ein Ortsteil der Stadt Luckau, Kaden ein bewohnter Gemeindeteil von Duben.

## Kirchliche Zugehörigkeit
Der Ort war bis 1805 nach Märkisch Buchholz eingepfarrt, danach nach Terpt. In der Schmettauschen Karte von 1767/87 ist interessanterweise eine Kirche eingezeichnet.

## Denkmale
Die Denkmalliste des Landes Brandenburg für den Landkreis Dahme-Spreewald verzeichnet vier Bodendenkmale:
- Nr. 12279, Flur 3: Burgwall slawisches Mittelalter
- Nr. 12280, Flur 3: Wüstung deutsches Mittelalter
- Nr. 12282, Flur 3: Dorfkern, Neuzeit, Dorfkern deutsches Mittelalter
- Nr. 12283, Flur 3: Siedlung Urgeschichte

## Freizeit
In Kaden gibt es einen kleinen Kindergarten vorhanden und einen Jugendclub in der ehemaligen Schule. Nordwestlich des Ortskerns wurde ein Sportgelände angelegt.